# Vibo Valentia
Vibo Valentia je italské město v oblasti Kalábrie, hlavní město provincie Vibo Valentia.
K 31. prosinci 2011 zde žilo 33 748 obyvatel.

## Sousední obce
Briatico, Cessaniti, Filandari, Francica, Mileto, Jonadi, Pizzo, San Gregorio d'Ippona, Sant'Onofrio, Stefanaconi